# Malemiut
Malemiut (Malemute, i slično), eskimsko pleme s Norton Sounda sjeverno od Shaktolika i na poluotoku Kaviak, Aljaska. U svojim stalnim ljetnim nastambama na Kotzbue Soundu pomiješali su se s pripadnicima plemena s poluotoka Kaviak. Nekoć su bili dosta brojni, a 1900. broj čistokrvnima sveden je na 630. 
Sastoje se od nekoliko podskupina, viz.: Attenmiut, Inglutaligemiut, Koyugmiut, Kugaramiut, Kungugemiut, Shaktoligmiut i Tapkachmiut. Sela (prema Swantonu i Hodgeu): Akchadak-kochkond, Atten, Chamisso, Kongik, Koyuktolik, Kugaluk,  Kviguk, Kvinkak, Kwik (dva sela), Napaklulik, Nubviakchugaluk, Nuklit, Shaktolik, Taapkuk, Ulukuk, Ungalik.